# Arbolito (Cerro Largo)
Arbolito ist eine Ortschaft im Osten Uruguays.

## Geographie
Sie befindet sich auf dem Gebiet des Departamento Cerro Largo in dessen Sektor 10, südlich der Departamento-Hauptstadt Melo in der Cuchilla Cerro Largo. Die Nordwestgrenze des Ortes bildet der Arroyo del Parado, der wenige hundert Meter westlich Arbolitos entspringt. Zwischen dem östlich gelegenen Cerro Áspero und der Ortschaft liegt die Quelle des Arroyo Laureles, etwas weiter südöstlich findet sich der Cerro Feo. In Arbolito hat zudem der nach Süden bzw. Osten abfließende Arroyo del Campamento seine Quelle. Nächstgelegene größere Ansiedlungen sind Arachania im Nordosten und Puntas del Parao in südwestlicher Richtung.

## Geschichte
Am 10. Dezember 1959 wurde Arbolito durch das Gesetz Nr. 12.665 in die Kategorie „Pueblo“ eingestuft.

## Infrastruktur

### Verkehr
Durch Arbolito führt die Ruta 8.

### Sehenswürdigkeiten

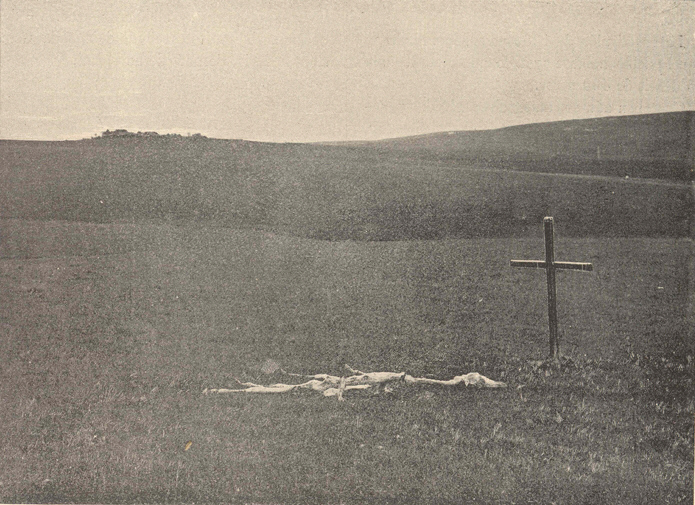
Örtlichkeit an der Antonio Saravia fiel (1897)

In der Nähe Arbolitos fand der jüngere Bruder Aparicio Saravias, Antonio Saravia, genannt Chiquito Saravia, am 19. März 1897 zwei Tage nach der Schlacht bei den drei Bäumen (Combate de Tres Árboles) in einer weiteren Schlacht den Tod. Hier findet sich heute ein Denkmal.
Ferner steht auf einem bei Arbolito gelegenen Hügel ein Denkmal in Erinnerung an den Besuch Papst Johannes Paul II. im Jahr 1988 in Melo, der dort am Stadteingang eine Messe unter freiem Himmel abhielt.

## Einwohner
Arbolito hatte bei der Volkszählung im Jahr 2011 189 Einwohner, davon 107 männliche und 82 weibliche.
| Jahr | Einwohner |
| ---- | --------- |
| 1963 | 109       |
| 1975 | 185       |
| 1985 | 161       |
| 1996 | 166       |
| 2004 | 223       |
| 2011 | 189       |

Quelle: Instituto Nacional de Estadística de Uruguay